# Поступельський журавлинник
Поступельський журавлинник — ботанічний заказник місцевого значення. Об'єкт розташований на території Камінь-Каширського району Волинської області.
Площа — 8,6 га, статус отриманий у 1994 році. Перебуває у користуванні ДП «Камінь-Каширський лісгосп» (Добренського лісництво, кв. 43, вид. 46; кв. 48, вид. 1).
Статтус надано з метою охорони та збереження у природному стані високобонітетних різновікових сосново-березових лісових насаджень, де зростає рідкісний вид – журавлина дрібноплода (Oxycoccus microcarpus), занесена в Червону книгу України.